# Vojtěch Kemenny
Vojtěch Kemenny (* 16. prosince 1985) je český ilustrátor, fotograf, nakladatel a editor.

## Život

### Nakladatelská činnost
V roce 2017 založil nakladatelství Theatrum mundi, které se zaměřuje především na vydávání poezie. Mezi kmenové autorky nakladatelství patří básnířky Jana Štroblové, Karla Erbová a Lydie Romanská.

### Spolupráce s Janou Štroblovou
Ilustroval několik knížek básnířky a spisovatelky Jany Štroblové. Sbírky Odstíny světla (2018), Do nikam (2019), Děravý testament (2020) a Měsíc ta pošetile modrý (2021) doprovodil vesměs barevnými tušovými kresbami, případně kombinovanými s technikou monotypu. Výbor ze spirituální poezie Jméno boží nadarmo (2024) doprovází pastelové kresby.

### Fotografie a spolupráce s básnířkami
Svými fotografie doprovodil několik výborů z poezie, a sice Letokruhy (2022) Jany Štroblové, Pití Sokratovo (2022) Karly Erbové a Do výšky modra plyneš (2024) Lydie Romanské.
Spisovatelka a básnířka Milena Fucimanová v recenzi na výbor Karly Erbové napsala k fotografiím Vojtěcha Kemennyho: „Ačkoli jsou uvedené fotografie pořízeny až v současném jednadvacátém století, jsou v souladu i s básněmi, které vznikly o mnoho let dříve. Fotografie zaujmou drsnou realitou, nenacházíme tendence objekty uměle komponovat. Díváme se na fotky bez lidí. Převažují přírodní motivy, velice výrazné jsou fotografie pevných i drolících se zdí, kamenů, kmenů stromů – vše vnímané prostřednictvím jedinečných detailů. Působivé jsou rovněž záběry dveří, kliky, ornamenty, mřížoví, zvětralé sochy či detail kamenické práce. Detaily v tomto případě neznamenají drobnosti.“

## Dílo

### Výtvarný doprovod v knihách (chronologický přehled)
- 2018 – Odstíny světla (Jana Štroblová, básnická sbírka, Theatrum mundi)
- 2019 – Do nikam (Jana Štroblová, básnická sbírka, Theatrum mundi)
- 2020 – Děravý testament (Jana Štroblová, básnická sbírka, Theatrum mundi)
- 2021 – Měsíc tak pošetile modrý (Jana Štroblová, básnická sbírka, Theatrum mundi)
- 2024 – Jméno boží nadarmo (Jana Štroblová, výbor z poezie, Theatrum mundi)

### Fotografický doprovod v knihách (chronologický přehled)
- 2022 – Letokruhy (Jana Štroblová, výbor z poezie, Theatrum mundi)
- 2022 – Pití Sokratovo (Karla Erbová, výbor z poezie, Theatrum mundi)
- 2023 – Zpovídat se z poezie (Lydie Romanská, básnická sbírka, Theatrum mundi)
- 2024 – Do výšky modra plyneš (Lydie Romanská, výbor z poezie, Theatrum mundi)
- 2025 – Proutky (Petr Švácha, básnická sbírka, Brána do Brd)
- 2025 – Tajný porod Pallas Athény (Milena Fucimanová, básnická sbírka, Theatrum mundi)
- 2025 – Lampářka hudba (Karla Erbová, básnická sbírka, Theatrum mundi)

### Výtvarný a fotografický doprovod (přehled podle jmen autorů knih)
- Erbová, Karla. Lampářka hudba. Praha: Theatrum mundi, 2025. 37 stran. ISBN 978-80-908842-1-2.
- Erbová, Karla. Pití Sokratovo. Praha: Theatrum mundi, 2022. 283 stran. ISBN 978-80-907056-9-2.
- Fucimanová, Milena. Tajný porod Pallas Athény. Praha: Theatrum mundi, 2025. 75 stran. ISBN 978-80-908842-5-0.
- Romanská, Lydie. Do výšky modra plyneš. Praha: Theatrum mundi, 2024. 266 stran. ISBN 978-80-908842-3-6.
- Romanská, Lydie. Zpovídat se z poezie. Praha: Theatrum mundi, 2023. 124 stran. ISBN 978-80-907056-8-5.
- Štroblová, Jana. Děravý testament. Praha: Theatrum mundi, 2020. 38 stran. ISBN 978-80-907056-4-7.
- Štroblová, Jana. Do nikam: (zbytky záznamů z útěku). Praha: Theatrum mundi, 2019. 61 stran. ISBN 978-80-907056-3-0.
- Štroblová, Jana. Jméno boží nadarmo.  Praha: Theatrum mundi, 2024. 79 stran. ISBN 978-80-908842-2-9.
- Štroblová, Jana. Letokruhy. Praha: Theatrum mundi, 2022. 271 stran. ISBN 978-80-907056-7-8.
- Štroblová, Jana. Měsíc tak pošetile modrý. Praha: Theatrum mundi, 2021. 37 stran. ISBN 978-80-907056-2-3.
- Štroblová, Jana. Odstíny světla. Praha: Theatrum mundi, 2018. 37 stran. ISBN 978-80-907056-0-9.
- Švácha, Petr. Proutky. Praha: Brána do Brd, 2025. 65 stran. ISBN 978-80-908577-0-4.

### Příspěvky ve sbornících a jiných kolektivních publikacích
- Kemenny, Vojtěch. Kapitoly z židovské historie Radnic. In: Jeden jazyk naše heslo buď. Sv. 6. Češi - Židé - Němci. Plzeň: Studijní a vědecká knihovna Plzeňského kraje, 2010.  ISBN 978-80-86944-41-8.
- Vlach, Martin, Kemenny, Vojtěch, Šimánková, Ilona et al. Cesty nesmrtelných: putování po osudech a hrobech slavných českých matematiků, fyziků a astronomů. 1. vydání. Praha: Matfyzpress, 2016. 217 stran. Popularizace. ISBN 978-80-7378-312-9.